# Herba del pastell
El glast, també anomenat pastell o herba del pastell i herba de Sant Felip (Isatis tinctoria). És una espècie de planta herbàcia biennal, de la família Brassicaceae, que creix en estat salvatge al sud-oest d'Europa així com a l'Àsia central i occidental; a Europa en consta la presència des de temps neolítics.
En temps antics era l'única substància que donava el color blau.
L'ús d'altres colorants naturals i artificials va fer que progressivament es deixés de conrear.

## Història del seu cultiu

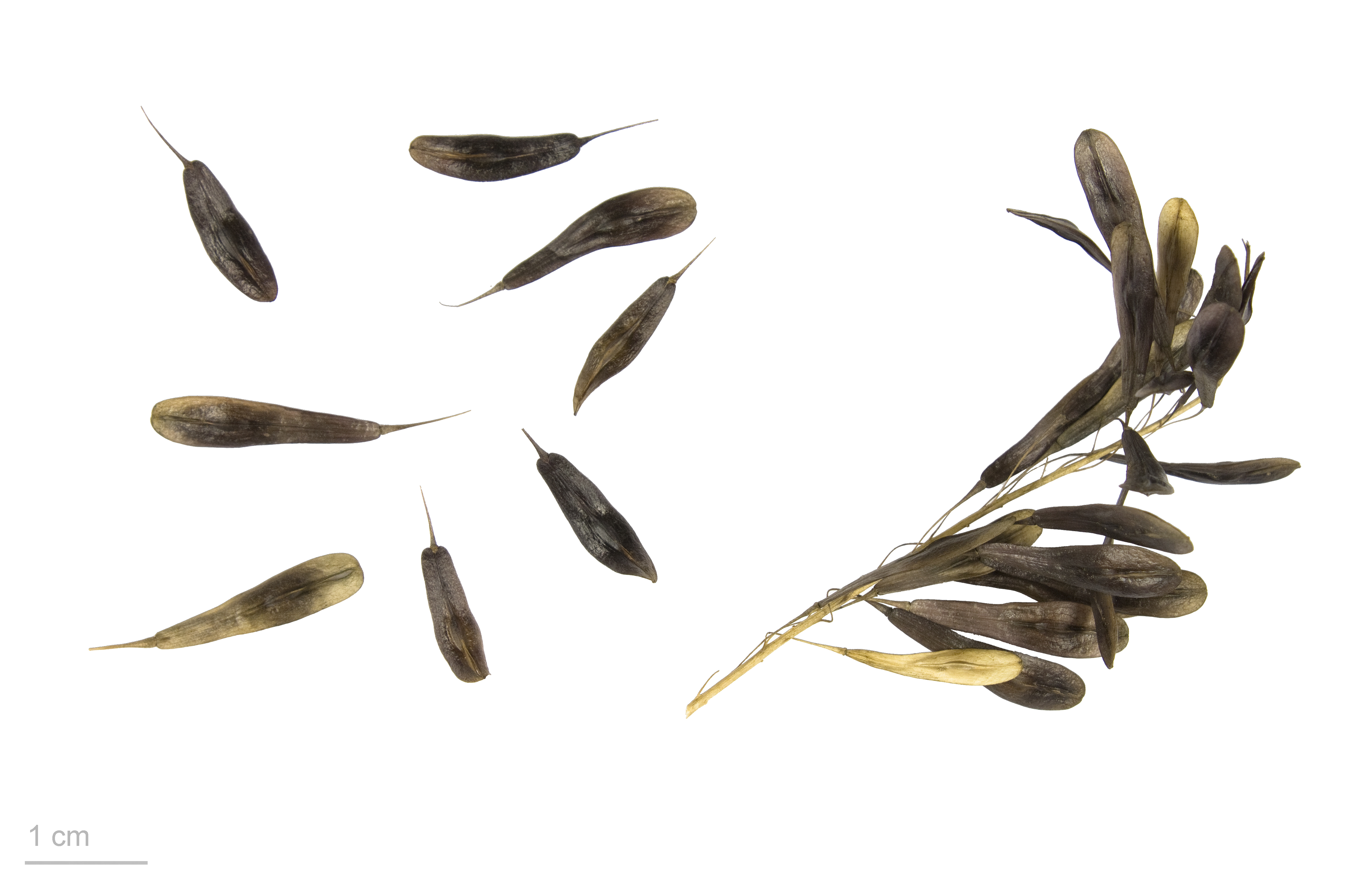
Isatis tinctoria

Fins a final del segle xvi, quan l'indi es posa al mercat a causa del desenvolupament de les rutes del «Orient Llunyà», el glast era l'única font de tintura blava a Europa.
Les primeres troballes arqueològiques de llavors daten del Neolític i es van trobar en la cova francesa de Audoste, Boques del Roine. En assentaments de l'Edat de Ferro a Heuneburg a Alemanya, han quedat impressions de llavors en terrisseria. Els enterraments de Hallstatt, Hochdorf i Hohmichele contenen tèxtils tenyits amb glast.
Juli César diu en de Bello Gallico que els Britanni usen vitrum per marcar els seus cossos, cosa que podria significar «tatuatge amb glast», encara que més probablement faci referència a un tipus de vidre blau verdós que era comú en aquells temps. Els pictes haurien pres el seu nom del llatí picti, que significa «pintat popular» o, possiblement, «tatuat popular», per la seva pràctica d'anar a la batalla nus amb els cossos pintats o tatuats, la qual cosa ha estat rememorada en la cançó britànica moderna humorística The Woad Ode (L'Oda al glast). No obstant això, estudis més recents posen seriosament en dubte la presumpció que el glast fos el material que els pictes feien servir per decorar-se el cos. Els experiments contemporanis amb glast proven que no es treballa bé ni com a pintura corporal ni com a pigment de tatuatge. És altament astringent, i en usar-se com a tatuatge o en microlaceracions, produeix força picor i teixit lacerat que, una vegada guarit, no queda blau. L'ús comú de fems com un ingredient en el tint tradicional de glast el fa encara més impossible d'aplicar en la pell.